# Els Visser
Els Visser (* 3. April 1990 in Haren) ist eine niederländische Triathletin, ETU-Europameisterin auf der Triathlon-Langdistanz (2023) und zweifache Ironman-Siegerin (2018, 2023).

## Werdegang
Els Visser ist seit 2016 im Triathlon aktiv und sie startet seit 2017 als Profi-Athletin.
Im Juli 2017 startete sie erstmals auf der Ironman-Distanz (3,86 km Schwimmen, 180,2 km Radfahren und 42,195 km Laufen) und konnte in Zürich beim Ironman Switzerland die Altersklasse 25–29 für sich entscheiden.
Sie wird vom Australier Brett Sutton trainiert.

### Siegerin Ironman 2018
2018 lief sie mit neuem Streckenrekord als Siegerin beim Ironman Maastricht-Limburg ein und kürte sich damit auch zur niederländischen Meisterin auf der Langdistanz. Eineinhalb Monate nach dem Rennen am 5. August erhielt sie vom Veranstalter die Nachricht, dass sie wegen Abkürzung auf der Schwimmstrecke nachträglich disqualifiziert und aus der Wertung genommen worden sei. Visser ging juristisch gegen die Disqualifikation vor und bekam den Sieg 2019 wieder zugesprochen.
2019 konnte sie in Immenstadt auf der Mitteldistanz den Allgäu Triathlon für sich entscheiden. Im Oktober 2019 startete Visser erstmals beim Ironman Hawaii (Ironman World Championships) und belegte den 16. Rang in der Elite-Klasse.
Im Mai 2022 wurde sie hinter der Britin Lydia Dant Zweite beim Ironman Lanzarote und im Dezember wurde sie Zweite beim Ironman Western Australia hinter der Australierin Sarah Crowley und qualifizierte sich damit für einen Startplatz bei den Ironman-Weltmeisterschaften am 14. Oktober 2023 in Kailua-Kona, wo sie 15. wurde.

### Siegerin Ironman 2023
Im März 2023 gewann die 32-Jährige mit dem Ironman New Zealand ihr zweites Ironman-Rennen. Im September gewann Visser die Europameisterschaften auf der Langdistanz, die im Rahmen der Challenge Almere ausgetragen wurden.
Im Juli 2024 wurde sie Dritte bei der Challenge Roth und nur eine Woche später Zweite im Ironman Vitoria-Gasteiz.
Bei der Ironman-Weltmeisterschaft im September in Nizza konnte die 34-Jährige das Rennen nicht beenden. Im August 2025 gewann die 35-Jährige zum zweiten Mal nach 2019 auf der Mitteldistanz am deutschen Alpsee den Allgäu Triathlon.
Els Visser lebt in Utrecht.

## Sportliche Erfolge
| Datum/Jahr    | Rang | Wettbewerb                           | Austragungsort       | Zeit     | Bemerkung                                                                                         |
| ------------- | ---- | ------------------------------------ | -------------------- | -------- | ------------------------------------------------------------------------------------------------- |
| 17. Aug. 2025 | 1    | Allgäu Triathlon                     | Immenstadt im Allgäu | 04:37:24 | Siegerin beim Allgäu Classic auf der Mitteldistanz                                                |
| 10. Nov. 2024 | 2    | Challenge Xiamen                     | Xiamen               | 04:12:55 |                                                                                                   |
| 1. Sep. 2024  | 5    | Ironman 70.3 Zell am See-Kaprun      | Zell am See          | 04:21:29 |                                                                                                   |
| 19. Mai 2024  | 5    | Challenge World Championship         | Šamorín              | 04:12:55 | „The Championship“                                                                                |
| 21. Apr. 2024 | 1    | Ironman 70.3 Philippines             | Lapu-Lapu            | 04:21:29 |                                                                                                   |
| 13. Apr. 2024 | 3    | T100 Singapur                        | Singapur             | 03:45:58 | 2 km Schwimmen, 80 km Radfahren und 18 km Laufen                                                  |
| 17. Feb. 2024 | 1    | Challenge Wanaka Half                | Wanaka               | 04:34:46 | [ 7 ]                                                                                             |
| 20. Jan. 2024 | 3    | Tauranga Half                        | Tauranga             | 04:03:22 |                                                                                                   |
| 2. Juli 2023  | 4    | Challenge Walchsee                   | Walchsee             | 04:23:12 |                                                                                                   |
| 7. Juni 2023  | 1    | Nieuwkoop Triathlon                  | Nieuwkoop            |          | [ 8 ]                                                                                             |
| 21. Mai 2023  | 9    | Ironman 70.3 Kraichgau               | Kraichgau            | 04:28:03 |                                                                                                   |
| 6. Mai 2023   | 22   | PTO European Open                    | Ibiza                | 04:02:39 | Startplatz über Wildcard                                                                          |
| 18. Feb. 2023 | 2    | Challenge Wanaka Half                | Wanaka               | 04:34:59 |                                                                                                   |
| 23. Okt. 2022 | 1    | Ibiza Half Triathlon                 | Ibiza                | 04:30:44 |                                                                                                   |
| 23. Apr. 2022 | 2    | Challenge Mogan Gran Canaria         | Mogán                | 04:16:33 |                                                                                                   |
| 3. Apr. 2022  | 2    | Challenge Salou                      | Salou                | 03:52:36 | wegen schlechten Wetters als Duathlon ausgetragen (4 km Laufen, 90 km Radfahren und 21 km Laufen) |
| 10. Okt. 2021 | 3    | Challenge Budva                      | Budva                | 04:21:41 |                                                                                                   |
| 3. Okt. 2021  | 2    | Challenge Salou                      | Salou                | 03:59:01 |                                                                                                   |
| 13. Sep. 2020 | 4    | Ironman 70.3 Sunshine Coast          | Mooloolaba           | 04:17:10 | hinter Amelia Watkinson                                                                           |
| 1. Sep. 2019  | 2    | Ironman 70.3 Zell am See-Kaprun      | Zell am See          | 04:27:40 | hinter der Deutschen Daniela Bleymehl                                                             |
| 18. Aug. 2019 | 1    | Allgäu Triathlon                     | Immenstadt           | 04:27:55 | Siegerin auf der Mitteldistanz                                                                    |
| 19. Mai 2019  | 2    | Challenge Heilbronn                  | Heilbronn            | 04:18:08 |                                                                                                   |
| 24. März 2019 | 3    | Ironman 70.3 Taiwan                  | Kenting              | 04:30:38 | hinter Sarah Crowley                                                                              |
| 21. Okt. 2018 | 2    | Challenge Kanchanaburi               | Kanchanaburi         | 03:43:28 |                                                                                                   |
| 4. Juni 2017  | 9    | NED Triathlon National Championships | Amsterdam            | 02:13:24 | hinter Sarissa De Vries                                                                           |

| Datum/Jahr    | Rang | Wettbewerb                                                   | Austragungsort      | Zeit     | Bemerkung                                    |
| ------------- | ---- | ------------------------------------------------------------ | ------------------- | -------- | -------------------------------------------- |
| 22. Juni 2025 | 2    | Ironman Les Sables d’Olonne-Vendée                           | Les Sables-d’Olonne |          | bei der Erstaustragung                       |
| 30. März 2025 | DNF  | Ironman South Africa                                         | Port Elizabeth      | –        |                                              |
| 22. Sep. 2024 | DNF  | Ironman World Championships                                  | Nizza               | –        | Ironman-Weltmeisterschaft                    |
| 14. Juli 2024 | 2    | Ironman Vitoria-Gasteiz                                      | Vitoria-Gasteiz     | 08:32:29 |                                              |
| 7. Juli 2024  | 3    | Challenge Roth                                               | Roth                | 08:24:47 | persönliche Bestzeit auf der Ironman-Distanz |
| 2. Juni 2024  | 5    | Ironman Hamburg                                              | Hamburg             | 08:32:45 | Ironman European Championship                |
| 2. März 2024  | 2    | Ironman New Zealand                                          | Taupō               | 08:57:33 |                                              |
| 9. Sep. 2023  | 1    | ETU Challenge Long Distance Triathlon European Championships | Almere              | 08:36:24 |                                              |
| 14. Okt. 2023 | 15   | Ironman Hawaii                                               | Hawaii              | 08:59:16 |                                              |
| 4. März 2023  | 1    | Ironman New Zealand                                          | Taupō               | 09:05:44 |                                              |
| 4. Dez. 2022  | 2    | Ironman Western Australia                                    | Busselton           | 08:50:49 |                                              |
| 21. Mai 2022  | 2    | Ironman Lanzarote                                            | Puerto del Carmen   | 09:39:11 | hinter Lydia Dant                            |
| 11. Okt. 2019 | 16   | Ironman Hawaii                                               | Hawaii              | 09:18:42 |                                              |
| 7. Juli 2019  | 7    | Challenge Roth                                               | Roth                | 09:07:49 |                                              |
| 8. Juni 2019  | 5    | Ironman Cairns                                               | Cairns              | 09:14:29 |                                              |
| 17. Nov. 2018 | 4    | Ironman Malaysia                                             | Langkawi            | 10:02:48 |                                              |
| 8. Sep. 2018  | 2    | Challenge Almere                                             | Amsterdam           | 09:16:29 |                                              |
| 5. Aug. 2018  | 1    | Ironman Maastricht-Limburg                                   | Maastricht          | 09:31:06 | Niederländische Meisterschaften Langdistanz  |
| 6. Mai 2018   | 4    | Ironman Australia                                            | Port Macquarie      | 09:56:31 |                                              |
| 3. Dez. 2017  | 10   | Ironman Western Australia                                    | Busselton           | 09:14:25 |                                              |
| 30. Juli 2017 | 4    | Ironman Switzerland                                          | Zürich              | 09:52:21 | Siegerin der Altersklasse 25–29              |

(DNF – Did Not Finish; DSQ – Disqualifiziert)